# Gagauzsko
Gagauzsko nebo též Gagauzie (gagauzsky Gagauz-Yeri; rumunsky Găgăuzia; rusky Гагаузия) je autonomní oblast ležící v Budžaku v jižní části Moldavska. V Gagauzsku žije 134 535 obyvatel, z nichž 83,8 % tvoří Gagauzové (národ turkického původu většinově vyznávající pravoslavné křesťanství), 4,9 % Besarabští Bulhaři a 4,7 % Moldavané. Oficiálními jazyky autonomní oblasti jsou gagauzština, rumunština a ruština. Gagauzsko má rozlohu 1832 km². Skládá se z jádra území kolem hlavního města Comrat (23 000 obyv.), oblasti kolem města Vulcănești a dvou dalších enkláv, vsí Copceac a Carbalia. Základem hospodářství je zemědělství využívající úrodné stepní černozemě. Gagauzsko je pro svou etnickou příbuznost s Turky finančně podporováno tureckou vládou. 
Podobně jako Podněstří je i Gagauzsko více proruské než zbytek Moldavska. V referendu konaném v lednu 2014 obyvatelé hlasovali proti vstupu Moldavska do Evropské unie a naopak hlasovali pro bližší vztahy s Ruskou federací. V roce 2015 byla většinou 51 % hlasů zvolena guvernérem proruská politička Irina Vlah. V roce 2019 byla zvovuzvolena absolutní většinou 91 % hlasů.

## Historie
První snahou o emancipaci gagauzského národa bylo vyhlášení Comratské republiky 6. ledna 1906. Povstání potlačila během týdne carská vojska. Další snahy se objevují v období společenského uvolnění v Sovětském svazu během Perestrojky na konci osmdesátých let dvacátého století. Vzniklo několik hnutí, z nichž největšího významu dosáhlo Gagauz halki (Gagauzský lid), požadujících autonomii v rámci Moldavské sovětské socialistické republiky. Jelikož na tyto požadavky reagovala kišiněvská vláda Moldavské SSR zamítavě, došlo 11. listopadu 1989 k jednostrannému vyhlášení Gagauzské autonomní sovětské socialistické republiky v rámci Moldavské SSR. Kišiněv označil tento akt jako protiústavní, což vedlo k vyhlášení suverénní Gagauzské sovětské socialistické republiky v rámci SSSR dne 19. srpna 1990. 1. prosince téhož roku byl zvolen první prezident státu Stepan Topal, který se zasloužil o založení gagauzské Národní univerzity v Comratu. 
Po následující dva roky probíhaly menší ozbrojené roztržky mezi moldavskými a gagauzskými silami posílenými o dva tisíce dobrovolníků z Podněstří, kteří se na gagauzské území dostávali přes ukrajinskou Oděskou oblast. K většímu konfliktu nedošlo, protože Moldavsko soustředilo většinu svých sil do konfliktu v Podněstří. Roku 1992 začala jednání mezi gagauzskými představiteli a moldavským prezidentem Mirceou Snegurem, která vedla roku 1994 k mírovému vyřešení sporu. 23. prosince 1994 přijal moldavský parlament Zákon o zvláštním statutu Gagauzie, kterým jí byla zaručena autonomie včetně práva na sebeurčení v případě spojení Moldavska s Rumunskem. Definitivní hranice Gagauzské autonomní oblasti byly stanoveny referendem v jednotlivých obcích o rok později.

## Symboly

### Vlajka
Gagauzská vlajka je tvořena listem o poměru stran 1:2 se třemi vodorovnými pruhy: modrým, bílým a červeným, v poměru šířek 3:1:1. Na modrém pruhu jsou v žerďové části tři žluté pěticípé hvězdy (od žerdi 2,1).

### Hymna
Gagauzská hymna je píseň Tarafım (česky Má rodná zem). Autorem textu je	Mina Kösä, hudbu složil Mihail Colsa.

## Orgány autonomní oblasti

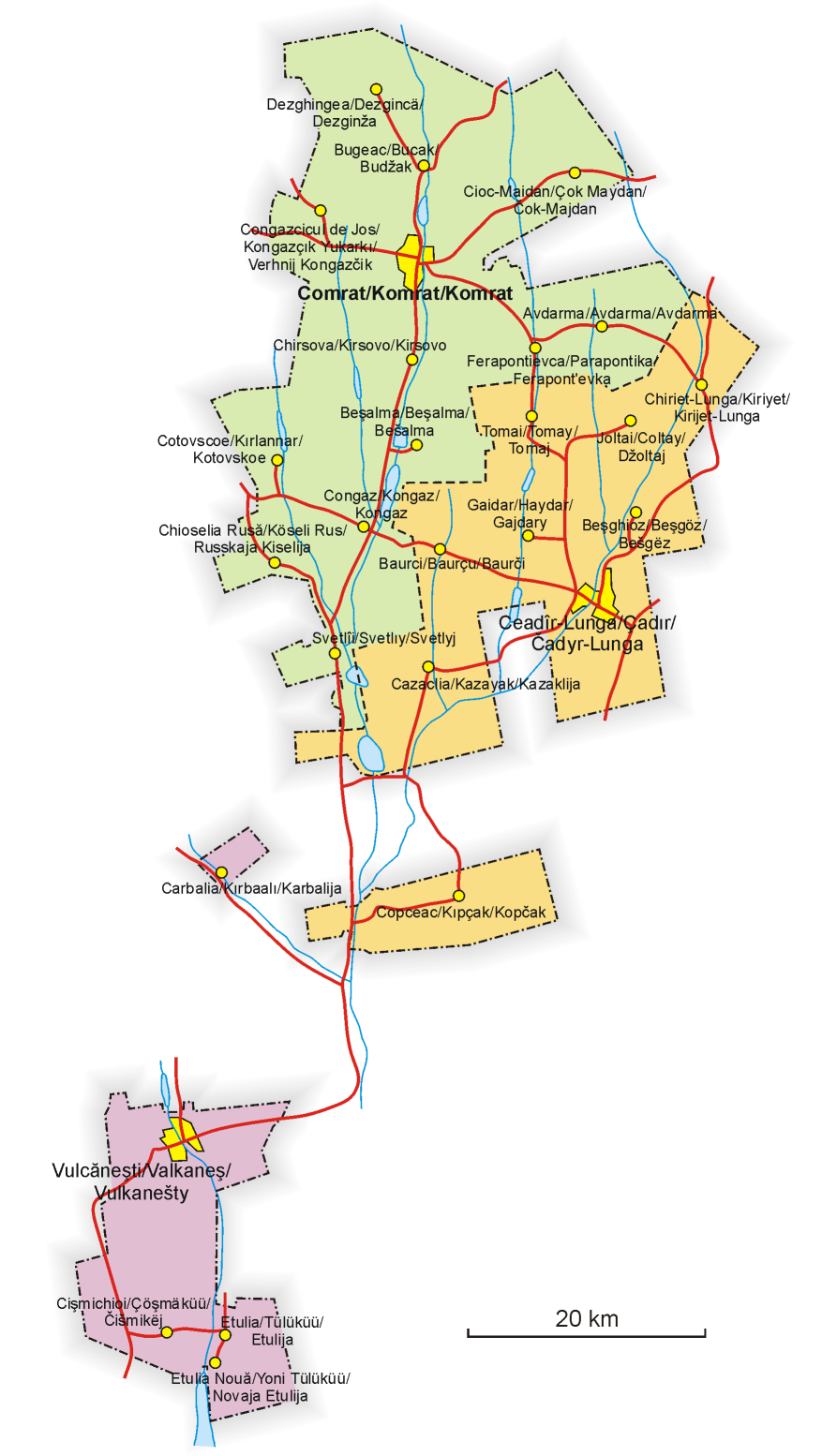
Administativní mapa Gagauzie

Autonomie Gagauzie je garantována moldavskou ústavou a Zákonem o zvláštním statutu Gagauzie z roku 1994. Pokud by došlo k narušení autonomie ze strany moldavských úřadů, představitelé Gagauzie mají právo se svou stížností obrátit na Moldavský ústavní soud. 
V čele Gagauzské autonomní oblasti stojí guvernér oficiálně nazývaný baškan (rumunsky: guvernatorul). Je volen v všeobecných, přímých a tajných volbách na čtyřleté období (max. dvakrát za sebou). Baškan předsedá Výkonnému výboru a z výkonu své funkce je automaticky členem vlády Moldavské republiky. Kandidát musí plynně ovládat gagauzštinu a být moldavským státním občanem starším 35 let. Výkonná moc připadá Výkonnému výboru Gagauzie (gagauzsky Bakannik Komiteti Gagauz-Yeri), jehož členy jmenuje guvernér.
Zákonodárnou moc vykonává Lidové shromáždění Gagauzie (gagauzsky Halk Topluşu Gagauz-Yeri, rumunsky: Comitetul Executiv), jehož 35 členů je voleno v jednomandátových obvodech dvoukolovým systémem na čtyřleté období.
Do pravomocí gagauzských orgánů patří kultura, vzdělání, sociální záležitosti, místní rozvoj a správa, bezpečnost (vč. vlastní policie), daně a rozpočet. Lidové shromáždění má také zvláštní pravomoc participovat na směřování vnitřní i zahraniční politiky Moldavska.  